# Isidore Geoffroy Saint-Hilaire
Isidore Geoffroy Saint-Hilaire (Parijs, 16 december 1805 – Parijs, 10 november 1861) was een Franse arts en natuuronderzoeker. Hij was de zoon van de natuuronderzoeker Étienne Geoffroy Saint-Hilaire en de bedenker van het woorden ethologie en teratologie (de bestudering van aangeboren misvormingen). 

## Biografie
Hoewel hij in zijn jonge jaren meer belangstelling toonde voor de wiskunde, wijdde hij zich op den duur het meest aan de geneeskunde en de bestudering van de natuur (natuurlijke historie). In 1824 kwam hij als assistent-natuuronderzoeker bij zijn vader in dienst. In 1829 gaf hij een vervolgcursus in de vogelkunde die eerder zijn vader verzorgde. In de daarop volgende drie jaar doceerde hij dierkunde  en teratologie.
In 1883 werd hij lid van de  Franse academie van wetenschappen, in 1837 verving hij zijn vader als vertegenwoordiger van de natuurwetenschappen. Vervolgens organiseerde hij in Bordeaux de academie van wetenschappen aldaar en werd daarna, in 1840 inspecteur van de academie in Parijs. Daarna volgde een reeks indrukwekkende benoemingen en lidmaatschappen van Franse en buitenlandse wetenschappelijke genootschappen. In 1850 werd hij hoogleraar in de zoölogie in Parijs.

## Nalatenschap
Hij schreef een aantal artikelen over dierkunde, vergelijkende anatomie en paleontologie en hij is de soortauteur van zes verschillende vogelsoorten waaronder de zwarte vanga (Oriolia bernieri).  De schildpad Phrynops hilarii uit de familie slangenhalsschildpadden is als eerbetoon naar hem vernoemd.

### Boeken (selectie)
- Histoire générale et particulière des anomalies de l’organisation chez l’homme et les animaux (1832-1837).
- Essais de zoologie générale (1841).
- La vie Étienne Geoffroy Saint-Hilaire (1847).
- Acclimatation et domestication des animaux utiles (1849).
- Lettres sur les substances alimentaires et particulièrement sur la viande de cheval (1856).
- Histoire naturelle générale des règnes organiques (3 vols., 1854-1862) (onvoltooid).

- Biblioteca Nacional de España: XX1283231
- Bibliothèque nationale de France: cb12051773v (data)
- CiNii: DA12931079
- Gemeinsame Normdatei: 116559608
- International Standard Name Identifier: 0000 0000 8078 751X
- Library of Congress Control Number: n86853073
- Base Léonore: LH//1115/17
- Nationale Bibliotheek van Tsjechië: nlk20000092039
- Nationale bibliotheek van Australië: 36588534
- Nationale Bibliotheek van Israël: 987007261505705171
- Nederlandse Thesaurus van Auteursnamen: 06779341X
- Réseau des bibliothèques de Suisse occidentale: 02-A000070895
- Istituto Centrale per il Catalogo Unico: UFIV089353
- SNAC: w60p133p
- Système universitaire de documentation: 028744616
- Trove: 1307991
- Virtual International Authority File: 29508
- WorldCat: E39PBJp6bKy6KwVP6fpmpKrKBP